# Lycosa beihaiensis
Lycosa beihaiensis este o specie de păianjeni din genul Lycosa, familia Lycosidae, descrisă de Yin, Bao și Zhang, 1995. Conform Catalogue of Life specia Lycosa beihaiensis nu are subspecii cunoscute.